# 小行星2605
小行星2605（2605 Sahade）是一颗围绕太阳公转的小行星。1974年8月16日，菲利克斯·阿吉拉爾天文台在圣胡安省发现了此天体。
該小行星以阿根廷天文學家豪爾赫·薩哈德命名。
这颗小行星的绝对星等为178.56689等。